# MAPK1
MAPK1 («митоген-активируемая белковая киназа 1»; англ. mitogen-activated protein kinase 1, ERK2) — цитозольная серин/треониновая протеинкиназа, семейства MAPK группы ERK, продукт гена MAPK1.

## Структура
MAP3K13 состоит из 360 аминокислот, молекулярная масса 41,4 кДа. Описано 2 изоформы белка, образующиеся в результате альтернативного сплайсинга.

## Функция
MAPK1, или ERK2, — фермент семейства MAPK из группы киназ, регулируемых внеклеточными сигналами (ERK) — функционирует как интегральная точка пересечения многих биохимических сигналов и вовлечён во множество клеточных процессов, таких как пролиферация, клеточная дифференцировка, регуляция транскрипции и развитие. Активация киназы требует её фосфорилирования другими киназами, расположенными выше в сигнальном каскаде. После активации киназа транслоцируется в клеточное ядро, где фосфорилирует ядерные мишени. Обнаружено две изоформы MAPK1. Молекула MAPK1 содержит множественные участки фосфорилирования и убиквитинирования.

## Взаимодействия
MAPK1 взаимодействует со следующими белками:
- ADAM17,[8]
- CIITA,[9]
- DUSP1,[10][11]
- DUSP22,[12]
- DUSP3,[13]
- ELK1,[14][15]
- FHL2,[16]
- HDAC4,[17]
- MAP2K1,[18][19][20][21][22][23]
- MAP3K1[24]
- MAPK14,[18][25]
- MKNK1,[26]
- MKNK2,[26][27]
- Myc,[28][29][30]
- NEK2,[31]
- PEA15,[32]
- PTPN7,[33][34]
- PEBP1,[20]
- RPS6KA1,[14][35][36]
- RPS6KA2,[36][37]
- RPS6KA3,[35][37]
- SORBS3,[38]
- STAT5A,[39][40]
- TNIP1,[41]
- TOB1,[42]
- TSC2,[43]
- UBR5,[14]
- VAV1[44][45].

## Клиническое значение
Мутации гена MAPK1 приводит ко многим типам рака.